# VMFAT-502
502ème Escadron d'entraînement de chasseurs d'attaque (USMC)
Le Marine Fighter Attack Training Squadron 101 ou VMFAT-101 était un escadron d'entraînement composé de 38 F-35 Lightning du Corps des Marines des États-Unis et servant d'escadron de remplacement de la flotte. Connu sous le nom de "Flying Nightmares", il est basé au  Marine Corps Air Station Miramar en Californie et relève administrativement  du commandement de Marine Aircraft Group 11 (MAG-11) et la 3rd Marine Aircraft Wing (3rd MAW).
L'escadron a assumé la lignée du Marine Attack Squadron 513 (VMA-513) qui était à l'origine connu sous le nom de "Night Fighters" créé pendant la Seconde Guerre mondiale.

## Historique

### Seconde Guerre mondiale

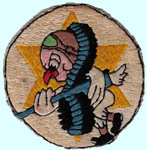
Insigne du VMF-513

Le Marine Attack Squadron 513 a été activé le 15 février 1944 au Marine Corps Auxiliary Field Oak Grove, en Caroline du Nord équipé du  F6F Hellcat et transféré au Marine Corps Air Facility Walnut Ridge en Arkansas en septembre 1944. En décembre, le VMA-513 a déménagé au Marine Corps Auxiliary Air Station Mojave, en Californie, où il a été renommé VMF(CVS)-513. Le 15 juin 1945, il a quitté San Diego, Californie, à bord de l'USS Vella Gulf (CVE-111) et a participé à des opérations de transport dans le Pacifique. De plus, ils ont fourni un appui aérien rapproché à la 3e division des Marines pendant la bataille d'Okinawa, au Japon,.

### Guerre de Corée

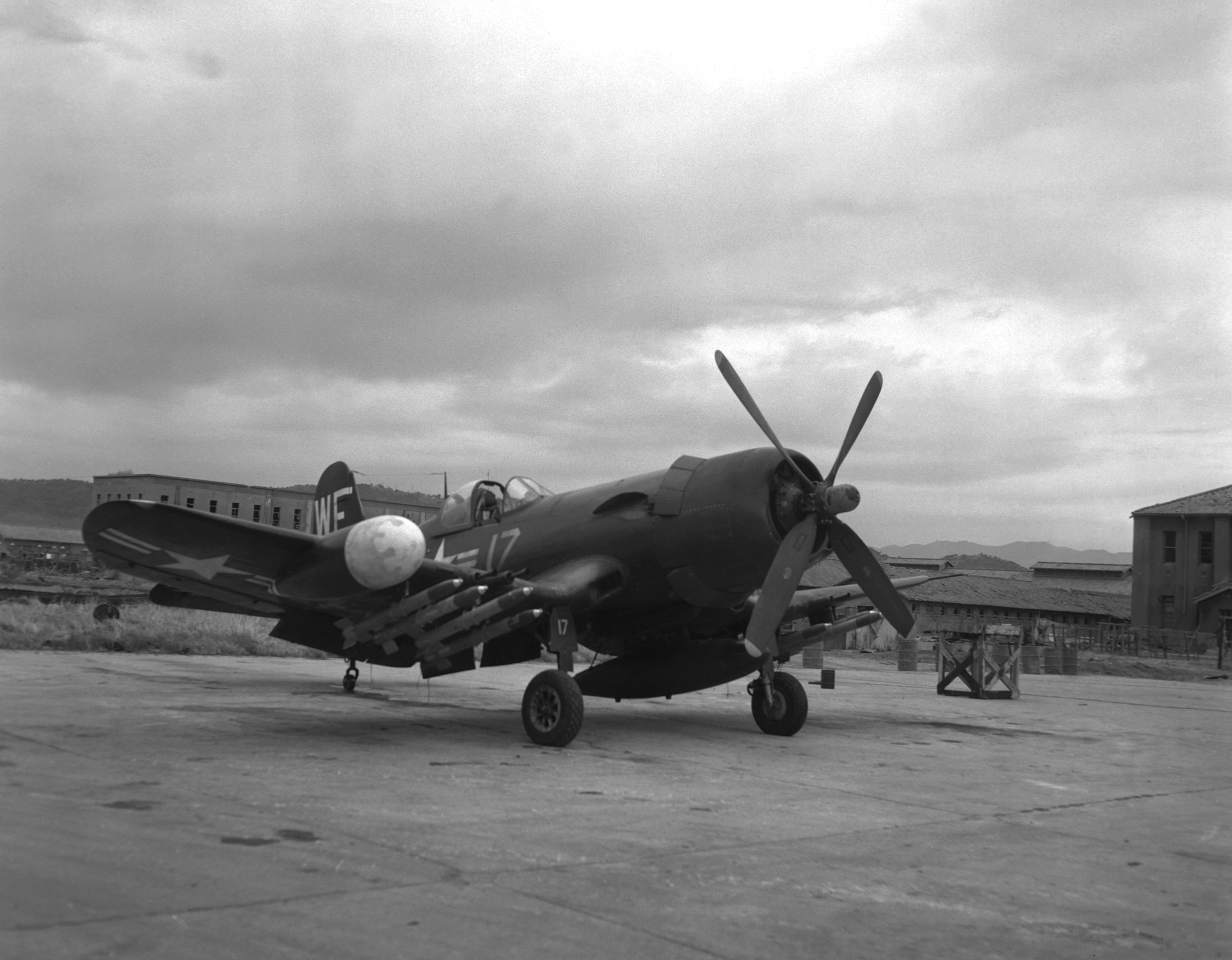
Un F4U-5N du VMF(N)-513 en 1950 pendant la guerre de Corée

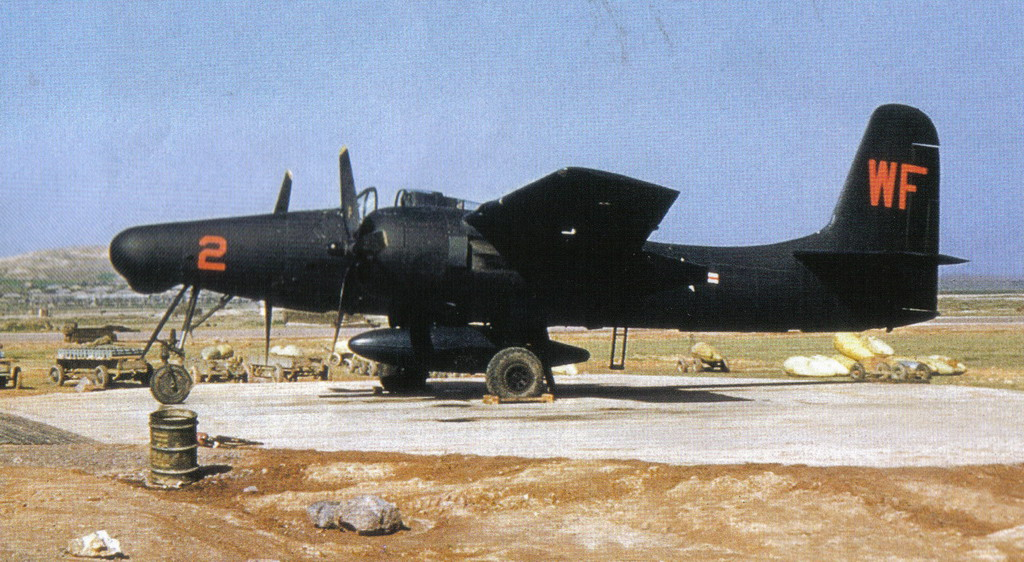
Un F7F-3N du VMF(N)-513 à Wonsan, Corée, en 1950

Avant la guerre de Corée, le VMF-513 a opéré à partir de la Marine Corps Air Station El Toro et l'escadron a été renommé VMF(N)-513 ("Night Fighters"). En août 1950, l'escadron s'est déployé au Japon sous le contrôle opérationnel de la Fifth Air Force. Au cours de l'été 1952, le VMF(N)-513 reçoit le F3D Skyknight, le premier avion à réaction de l'escadron. l'unité escorta les bombardiers B-29 qui subissaient de nombreuses pertes lors de raids nocturnes au-dessus de la Corée du Nord.
Après la guerre, l'escadron a opéré à partir du Naval Air Facility Atsugi, au Japon. Le 26 juillet 1958, le VMF-513 a reçu l'avion F4D Skyray. En octobre 1962, Le VMF(AW)-513 a été transféré au MCAS El Toro, Californie. Les nouveaux Flying Nightmares formés sur la base ont reçu le tout nouveau F-4 Phantom II au début de 1963 et la plupart des pilotes ont suivi leur formation de transition au NAS Miramar voisin, à l'escadron de remplacement de la Marine.

### Années 1960 - 1980
Le 1er août 1963, l'escadron a été renommé VMFA-513. En juin 1965, les Nightmares ont remplacé le VMFA-531 (en) à la base aérienne de Da Nang, au sud du Vietnam. En août 1965, le VMFA-513 a soutenu le 7e Régiment de Marines dans l'opération Starlite (la première opération américaine majeure de la guerre).

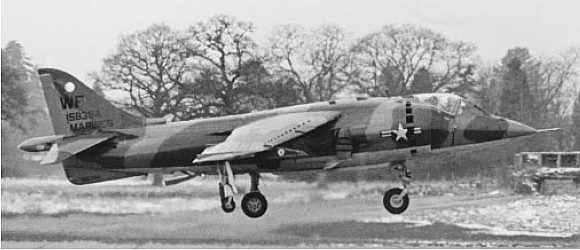
AV-8A Harrier du VMA-513 en 1970

L'escadron a piloté le F-4B "Phantom" jusqu'au 30 juin 1970. Puis il a été équipé du Hawker Siddeley Harrier dès 1971. Lors de sa réaffectation à la 1st Marine Aircraft Wing, le VMA-513 a embarqué sur l'USS Tripoli (LPH-10) pour le Marine Corps Air Station Iwakuni. En novembre 1976, le VMA-513 est retourné aux États-Unis et a été affecté au Marine Combat Crew Readiness Training Group 10 au Marine Corps Air Station Yuma, Arizona (rebaptisé Marine Aircraft Group 13 le 1er octobre 1987). En 1987, L'escadron a reçu l'AV-8B Harrier II amélioré.

### Guerre du Golfe

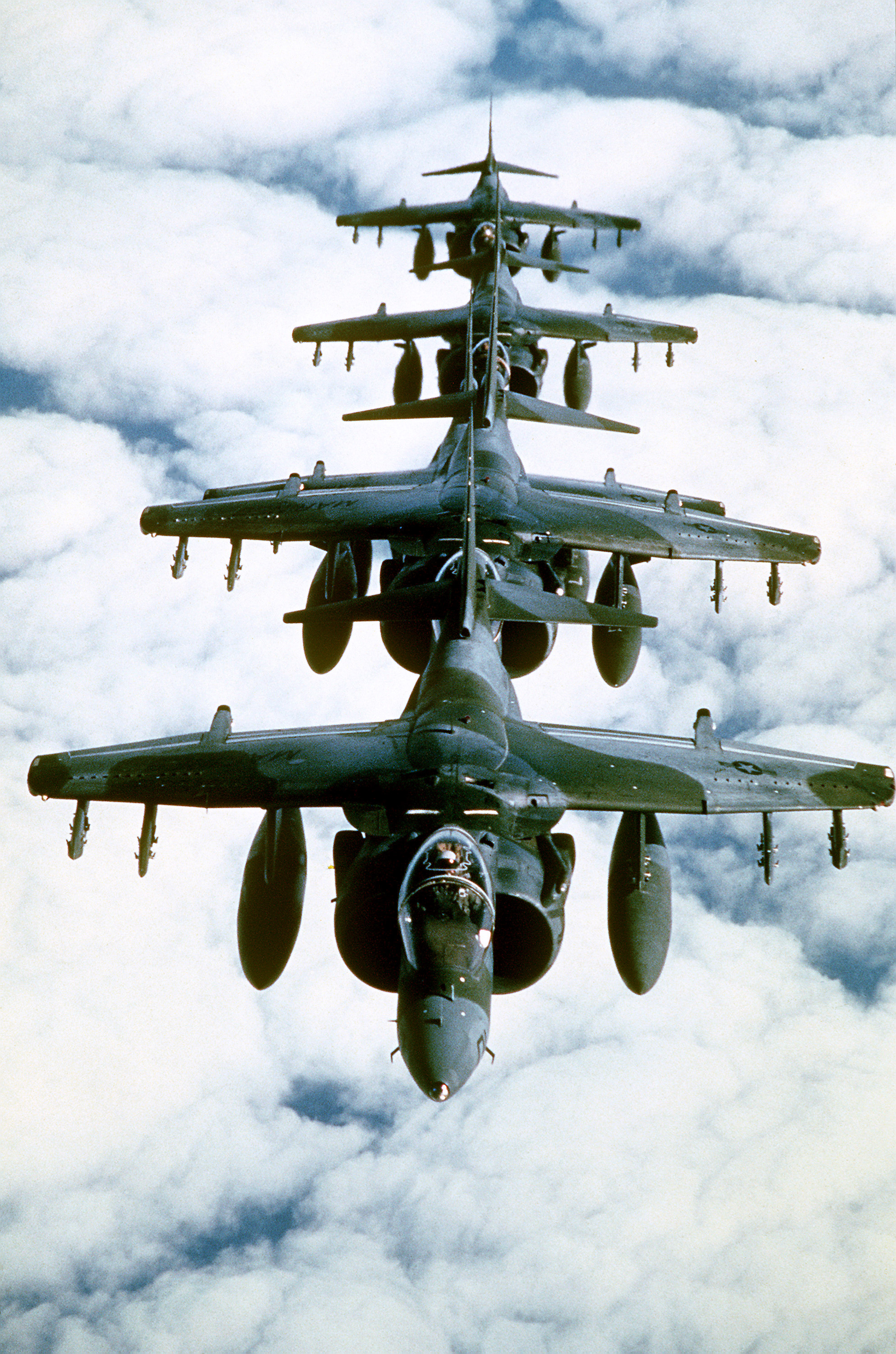
Harrier du VMA-513 pendant la guerre du Golfe

En février 1991, le VMA-513 s'est déployé pour l'opération Tempête du désert et opération Bouclier du désert , employant leurs nouveaux Harrier II à l'appui du 15th Marine Expeditionary Unit (en). Tout au long des années 1990 et au début du XXIe siècle, l'escadron a continué à soutenir les unités expéditionnaires maritimes à bord des navires pour des déploiements normaux de six mois dans le Pacifique occidental et le golfe Persique.

### Guerre mondiale contre le terrorisme
D'octobre 2002 à septembre 2003, le VMA-513 s'est déployé sur la base aérienne de Bagram, en Afghanistan, pour des opérations de combat à l'appui de l'opération Enduring Freedom utilisant le nouveau module de ciblage Litening II. Le VMA-513 a soutenu de nombreuses opérations américaines et de la coalition qui ont conduit à la capture ou à la destruction de nombreuses forces ennemies d'Al-Qaïda et des talibans. Il a aussi effectué des missions de combat à l'appui de l'opération Iraqi Freedom (OIF) et des opérations dans la Corne de l'Afrique.
En février 2006 les Flying Nightmares ont de nouveau été déployés sur la base aérienne Al-Asad, en Irak, pour fournir un appui aérien rapproché aux unités terrestres dans la région de l'Irak.

### Déclassement et remise en service
Le 12 juillet 2013, le VMA-513 a été mis hors service après 69 ans de service. Les avions restants de l'escadron ont été transférés à l'escadron jumeau, le VMA-214.
L'escadron a été remis en service le 26 juin 2020 sous le nom de Marine Fighter Attack Training Squadron 502 (VMFAT-502), le deuxième escadron de remplacement de la flotte (FRS) du Corps des Marines.